# Сенегамбійські мови
Сенегамбійські мови (також відомі за традиційною назвою «північна гілка західноатлантичних мов», також помилково «атлантичні мови») — гілка атлантично-конголезьких мов, найбільш поширених у Сенегалі, півдні Мавританії, Гамбії, Гвінеї-Бісау та Гвінеї. До цих мов також входять мови кочівників-фульбе, що живуть у різних краях західного та центрального Сахеля. Найбільш поширена мова за кількістю населення — волоф, національна мова Сенегалу. Чотири мільйони людей говорять мовою волоф, як рідною, ще щонайменше кілька мільйонів — як другою мовою. Також є приблизно 13 мільйонів носіїв різних мов фульфульде, та понад мільйон носіїв мови серер[джерело?]. Виразна особливість сенегамбійських мов — відсутність тонів, що вирізняє їх з поміж майже всіх інших атлантично-конголезьких мов.

## Класифікація
Девід Сейпір у роботі 1971 року запропонував класифікацію західноатлантичних мов, пропонованої ним гілки нігеро-конголезьких мов. У його класифікації, північна гілка західноатлантичних мов здебільшого відповідає сучасним сенегамбійським мовам. Однак, у пізніших роботах стверджується, що західноатлантичні мови та їхні гілки — це радше географічна та типологічна класифікація, аніж генеалогічні групи. У єдиній пізнішій подібній роботі, (Segerer & Pozdniakov (2010, 2017)), південна гілка була виключена з класифікації. Решту мов (північна гілка/сенегамбійські) об'єднує відсутність тонів. Гілці серер-фульфульде-волоф властива мутація приголосних.
Серер та фульфульде поділяють[уточнити] суфікси іменних класів.
Деякі класифікації, зокрема класифікація Ethnologue 20, показують мову фульфульде як ближчу до волоф, аніж до серер, через помилку у першоджерелах[джерело?].
Інститут еволюційної антропології Макса Планка класифікує сенегамбійські мови як північно-центральноатлантичні у своїй базі даних Glottolog.

## Мутація приголосних
Сенегамбійські мови відомі мутацією приголосних: приголосний на початку слова може змінюватись залежно від морфології, або синтаксису речення. Наприклад, у фульфульде початковий приголосний може змінюватись разом із граматичним числом:
| pul-lo | фульбе (одна особа) | ful-ɓe | фульбе (народ) |
| guj-jo | крадій              | wuy-ɓe | крадії         |

## Іменні класи
Визначальна риса західноатлантичних мов — їхня система іменних класів, що здебільшого подібна до класів інших нігеро-конголезьких мов, наприклад, мов банту. В більшості західноатлантичних мов, та й нігеро-конголезьких у цілому, іменні класи позначаються префіксами. Лінгвісти в цілому погоджуються, що ця система походить з нігеро-конголезької прамови. Однак, мови гілки фула-серер сенегамбійських мов натомість мають суфікси на позначення іменникових класів, або комбінації префіксів та суфіксів. Джозеф Грінберг вважав, що такі суфікси еволюціонували з самостійних детермінативів, що йшли після самого слова та узгоджувались з іменними класами:
клас-іменник клас-детермінатив → клас-іменник-клас → іменник-клас

## Порівняння лексики
Порівняння базових слів сенегамбійських мов:
| Мова         | око                | вухо           | ніс             | зуб              | язик          | ріт                          | кров       | кістка                   | дерево                 | вода           | ім'я; прізвище                        |
| ------------ | ------------------ | -------------- | --------------- | ---------------- | ------------- | ---------------------------- | ---------- | ------------------------ | ---------------------- | -------------- | ------------------------------------- |
| Wolof        | bət / gət          | nɔɔp           | bakkan          | bəny / gəny      | lämminy       | gemminy                      | dɛrɛt      | yax                      | garab                  | ndɔx           | tur; sant                             |
| Sereer       | áŋgît              | nɔ̂f            | ɔ́nyîs           | ányíìny (PL)     | ɗélém         | ɔdôn                         | fo ʔɔl ɔla | o hij ola / a kij aka    | i ndaxar na / taxar ka | fɔ̂ːfî          |                                       |
| Sine         | ṇgid               | nɔ̣f            | ɲis             | ɲiɲ              | ɗelɛm         | dɔ̣n                          | foʔyeʔ     | kiʔy                     | ndaxar                 | fof            | gɔ̣̀n                                   |
| Fula / Pular | yiit-ere / git-e   | now-ru / noppi | kin-al / kin-e  | nyii-re / nyi’-e | ɗen-gal / -ɗe | hundu-ko / kundu-le; kara-ho | ʔyii ʔy-an | ʔyi-ʔ-al / ʔyiʔ-e        | leggal / leɗɗe         | ndiy-an / di’e | in-nde / in-ɗe; yettoo-re / gettoo-je |
| Ndut         | ʔil                | nœf            | ɲin             | sis              | pɛɾɛm         | ɓuk                          | ɲif        | ʔyo                      | kɪlɪl                  | mɞlop          | tiː                                   |
| Sili         | ʔil                | nuf            | ɲin             | sis              | pɛ̣ɾɛm         | ɓuq                          | ɲif        | ʔyox                     | kilik                  | molop          | tʰiː                                  |
| Safi         | xas                | nœf            | kiɲin           | sis              | pɛʔdɛm        | ŋgup                         | ɲif        | ʔjɔx                     | kidik                  | mazup          | tik                                   |
| Lala         | kɔs                | nɔf            | kumun           | sis              | peɾim         | kuː                          | ɲif        | ʔyɔx                     | kɛdɛk                  | musu           | tɛːk                                  |
| None         | kᵘas               | nɔf            | kumɞn           | siːs             | pɛfɛm         | ku                           | ɲif        | ʎoh                      | kɛdɛk                  | mᵘɔjuʔ         | tek                                   |
| Banhum       | ci-gil / i-        | ci-nuf / xa-   | nyaŋkən / -əŋ   | gu-rul / xa-     | bu-lemuc / i- | bu-rul / i-                  | mu-leen    | gu-xuun / xa- / ba-, ku- | ci-nɔ / mu-nn          | mu-nd / +-əŋ   | gu-rɛt / xa-; ci-ram / nya-           |
| Cobiana      | si-ggih / nyi-     | si-nuf / ŋa-   | gu-nyikin / ŋa- | bu-gees / ja-    | jaarum / a-   | a-cis / ga-s                 | bu-heeh    | gu-maab / ŋa-            | u-doʔ / dɛ-            | ma-leem        | gi-sɛh / ŋa-; gu-mantiinya / ŋa-      |
| Cassanga     | si-gir / ga-, nyi- | gu-nuf / ŋɔ-   | gu-nyikən / ŋa- | gu-gees / ŋa-    | jaalumb / a-  | a-cis / ga-s                 | bi-lɛr     | gu-maab / ŋa-            | gu-rien / ŋa-          | ma-yaab        | gu-sɛr / ŋa-; si-mbur / nyi-          |
| Konyagi      | ì-ŋkə́r             | æ̀-nə̀f / væ̀-    | ì-cə̀l / wæ̀-s    | Ø-bènyə́ / wæ̀-    | Ø-ryə̀w̃ / wæ̀-  | Ø-w̃ə̀s / wæ̀-                  | #-sǽt      | Ø-ỹə̀c / wæ̀-              | æ̀-tə́x / væ̀-            | wə-̀ŋkà         | ù-w̃æ̀cə́ / wæ̀-m                         |
| Tenda        | a-ŋgəz / b+        | a-nəv / b+     | ɛ-cən / o-z     | yiŋga / ɔ-       | liw / o-d     | e-tey / o-z                  | ɔ-zat      | a-capar / b+             | ɛ-təɣ / ɔ-             | men (o-class)  | ɔ-wac / ɔ-m; zəc / o-c                |
| Bedik        | ngəs               | ga-nəf / ba-   | e-cəl / ma-s    | gi-nyaŋga / ma-  | i-ɗem / mə-   | bə-məš / ma-                 | ma-yel     | ɛ-bɛʔy / Ø-m             | ga-t / ba-t            | məŋga          | yat                                   |
| Pajade       | m-aasa             | ko-nufa        | nya-sɛnɛ        | pe-nnya          | pe-deema      | pa-mməs                      | p-wad      | pe-jeere                 | ma-tte                 | ma-mbe         | micc                                  |
| Biafada      | gərä               | gə-nəfa        | nya-sin / ba+   | cede / maa-s     | bu-deema      | mməsə / maa-m                | bwa-hanna  | bu-jedä                  | bu-r / maa-r           | ma-mbiya       | gə-səttə; gə-gbanyi                   |